# Attalea phalerata
Attalea phalerata är en enhjärtbladig växtart som beskrevs av Carl Friedrich Philipp von Martius och Spreng.. Attalea phalerata ingår i släktet Attalea och familjen Arecaceae. Inga underarter finns listade i Catalogue of Life.

## Bildgalleri

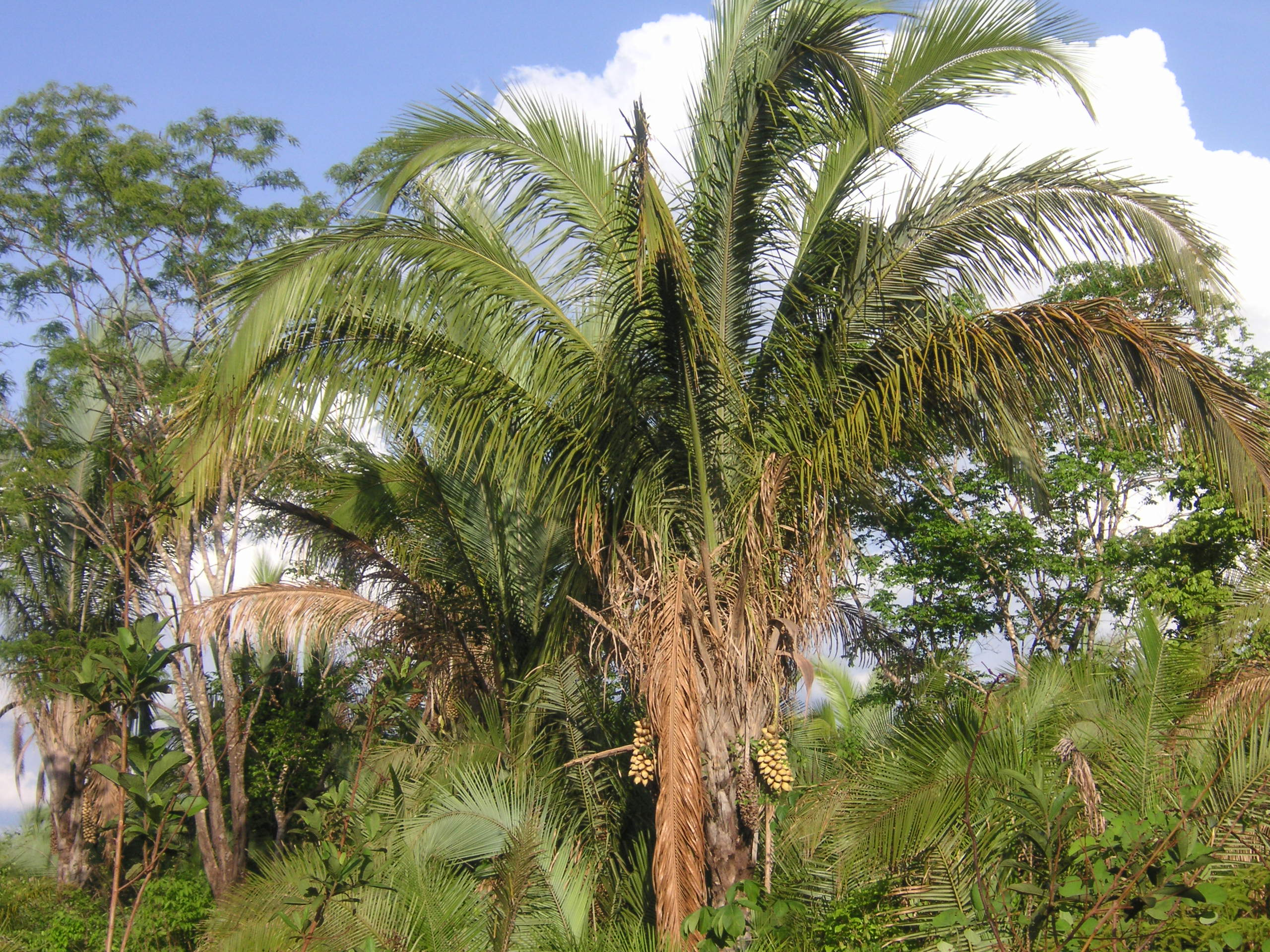
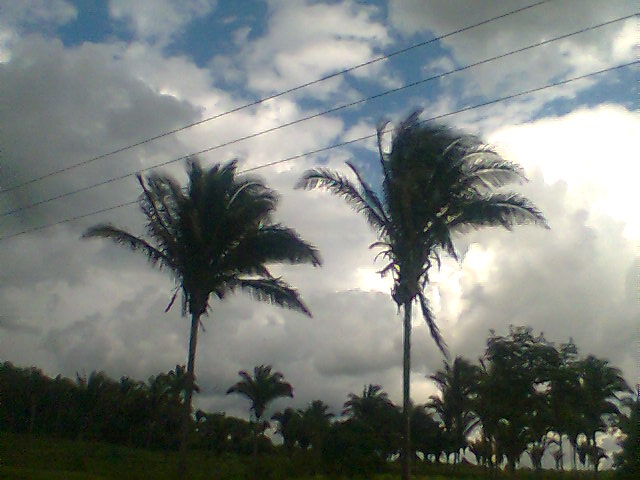
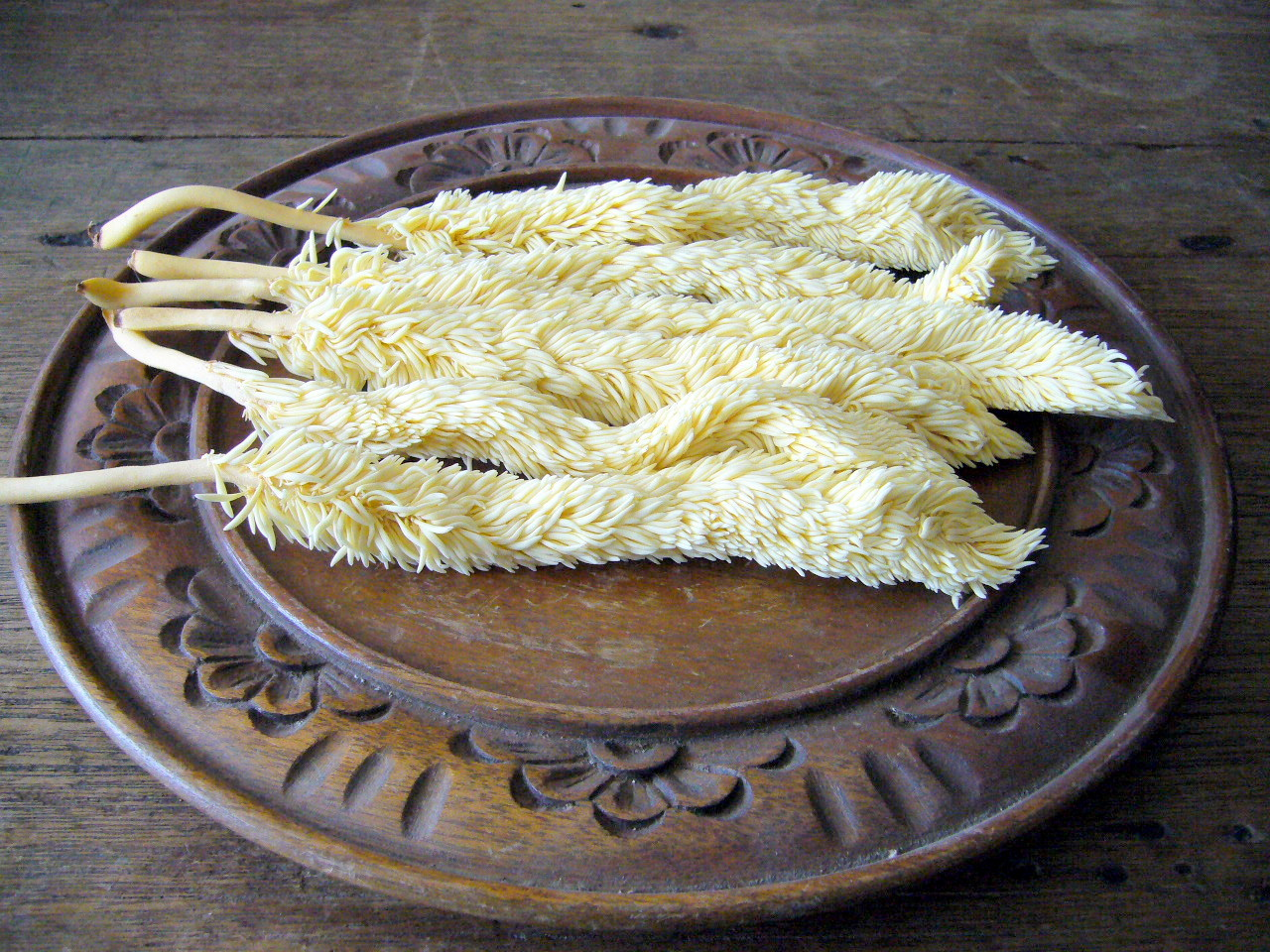